# تلویزیون لمر
تلویزیون لمَر، یکی از شبکه‌های تلویزیونی خصوصی در افغانستان است. این شبکه بیشتر به زبان پشتو برنامه پخش می‌کند.
این تلویزیون در ۱۵ اوت سال ۲۰۰۶ میلادی بنیانگذاری شد. تلویزیون لمر در سراسر افغانستان توسط آنتن‌های معمولی و در کشورهای آسیایی با دیش ماهواره‌ای قابل دید می‌باشد.

## برنامه‌های تلویزیون

### برنامۀ تودی خبری
این برنامه یکی از برنامه‌های سیاسی تلویزیون لمر بوده که هر هفته موضوعات سیاسی کشور در آن مورد گفت‌وگو قرار می‌گیرد.

### برنامۀ کږلیچونه
یک برنامۀ جنایی تلویزیون لمر بود.

### علائدین
یک برنامۀ تفریحی و اجتماعی تلویزیون لمر است.

### برنامۀ یوه خبره دوه نظره
یکی از برنامه‌های سیاسی لمر بود که موضوعات سیاسی روز با دو مهمان در آن مورد گفت‌وگو قرار می‌گرفت.

## گرداننده‌ها
فرزاد لامع
نجیبه فیض 
شاپور بختیار
ایمل شیرزاد
مینه منگل
لال آقا شیرزاد
ذبیح الله سادات
مجیب منیب
مجاهد کاکر